# Pandémie de Covid-19 en Provence-Alpes-Côte d'Azur
Cet article présente la situation en ce qui concerne la pandémie de maladie à coronavirus de 2019-2020 (COVID-19) en Provence-Alpes-Côte d'Azur.

## Statistiques

### Nouveaux cas quotidiens
| Nouveaux cas quotidiens de COVID-19 déclarés en Provence-Alpes-Côte d'Azur                                             | 0 |  |
| Pour des raisons techniques, il est temporairement impossible d'afficher le graphique qui aurait dû être présenté ici. |   |  |

### Statistiques par départements
| Région/Territoire          | Département             | Nombre de         | Nombre de | Nombre de         | Nombre de | Nombre de         | Nombre de |
| Région/Territoire          | Département             | Population (2017) | Cas       | Décès au 15 avril | ‰         | Hosp. au 15 avril | ‰         |
| -------------------------- | ----------------------- | ----------------- | --------- | ----------------- | --------- | ----------------- | --------- |
| Provence-Alpes-Côte d'Azur | Alpes-de-Haute-Provence | 163 915           | 3 091     | 5                 | 0,03      | 37                | 0,20      |
| Provence-Alpes-Côte d'Azur | Hautes-Alpes            | 141 284           | 3 091     | 4                 | 0,03      | 44                | 0,35      |
| Provence-Alpes-Côte d'Azur | Alpes-Maritimes         | 1 083 310         | 3 091     | 85                | 0,08      | 278               | 0,26      |
| Provence-Alpes-Côte d'Azur | Bouches-du-Rhône        | 2 024 162         | 3 091     | 209               | 0,10      | 1 161             | 0,57      |
| Provence-Alpes-Côte d'Azur | Var                     | 1 058 740         | 3 091     | 67                | 0,06      | 320               | 0,26      |
| Provence-Alpes-Côte d'Azur | Vaucluse                | 559 479           | 3 091     | 23                | 0,04      | 69                | 0,13      |

## Mesures locales

### Couvre-feu
La Métropole d'Aix-Marseille-Provence fait partie des territoires français soumis au couvre-feu décrété par le gouvernement à compter du 17 octobre 2020.